# Sint-Pieterskerk (Nessonvaux)

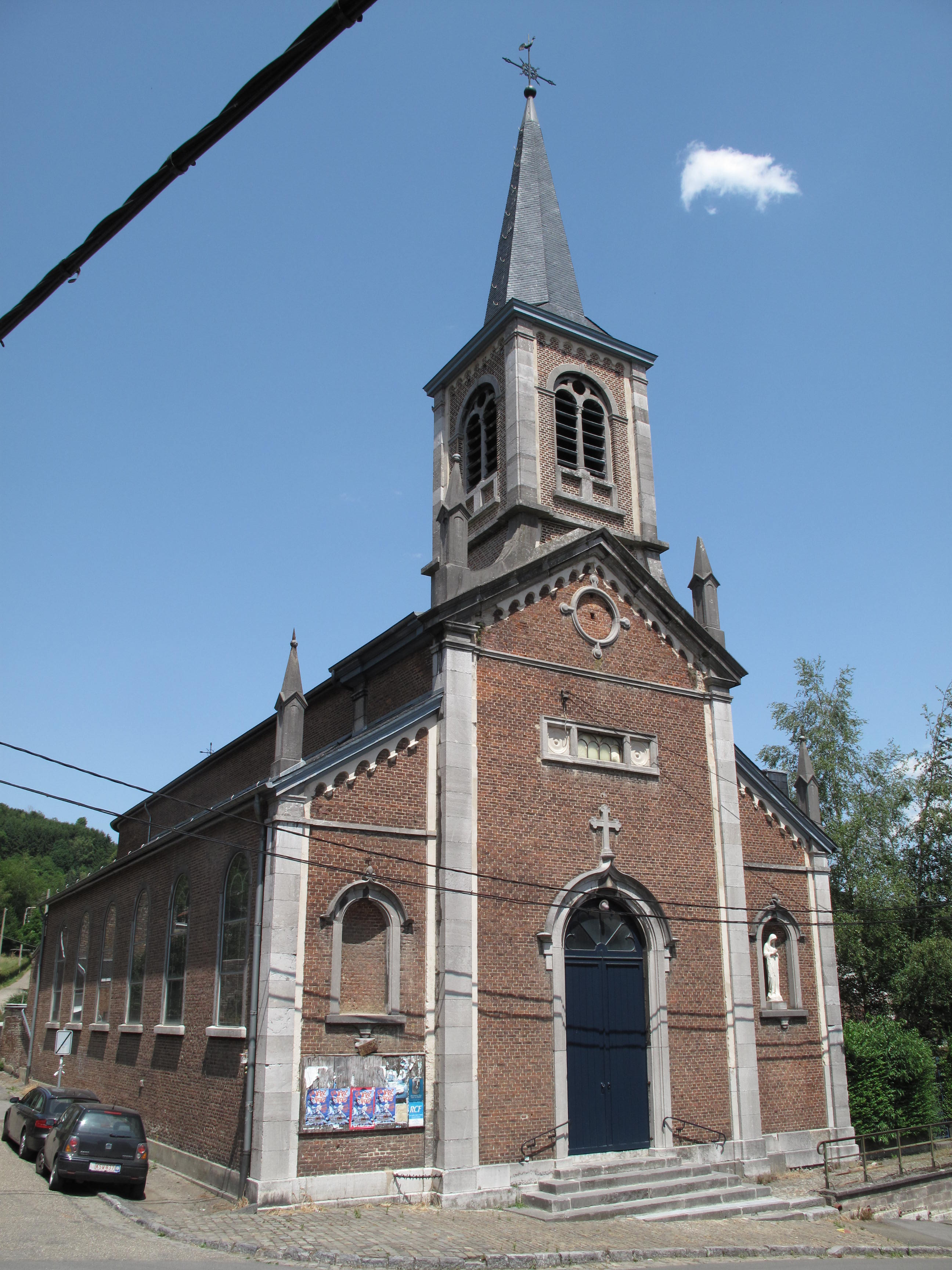
Sint-Pieterskerk

De Sint-Pieterskerk (Église Saint-Pierre) is de parochiekerk van de tot de Belgische gemeente Trooz behorende plaats Nessonvaux, gelegen aan de Neuve voie.

## Geschiedenis
In 1670 werd in Nessonvaux een kapel opgericht in de buurtschap Froidheid die gewijd was aan Sint-Petrus en ondergeschikt aan de parochie van Olne. In 1842 werd deze tot parochiekerk verheven. De huidige kerk is van 1845 en bevindt zich in het dorp.

## Gebouw
Deze kerk is gebouwd in neoclassicistische stijl, met elementen van vroege neogotiek. Het is een driebeukige bakstenen kerk met een hafcirkelvormige koorafsluiting. De ingebouwde slanke toren heeft een achtkante spits.
Het interieur is voornamelijk neogotisch, waaronder een hoofdaltaar van omstreeks 1850.